# 1712

## Родени
- 24 януари – Фридрих II, крал на Прусия
- 28 юни – Жан-Жак Русо, френски философ

## Починали
- 22 февруари – Никола Катина, Френски Генерал
- 28 март – Ян ван дер Хейден, холандски художник и изобретател
- 14 септември – Джовани Доменико Касини, италиански астроном и инженер